# Асеновец
Асèновец е село в югоизточната част на България, община Нова Загора, област Сливен.

## География
Село Асеновец се намира на около 35 km югозападно от областния център град Сливен, около 6 km северозападно от общинския център град Нова Загора и около 29 km изток-североизточно от град Стара Загора. Разположено е в Горнотракийската низина, в близост до южните подножия на Сърнена Средна гора. Теренът в селото е със слаб равномерен наклон на юг, а надморската височина в центъра е около 168 m. Климатът е умереноконтинентален.
През селото минава второкласният републикански път II-55, който на юг води до връзка в северозападния край на град Нова Загора с второкласния републикански път II-66, а на север през село Паничерево – до връзка с първокласния Подбалкански път.
Землището на село Асеновец граничи със землищата на: село Баня на север; село Кортен на север и изток; град Нова Загора на юг; село Брястово на югозапад и запад; село Крива круша на запад.
В землището на Асеновец, северно от селото, има 4 микроязовира – Дермен дере 1 (поземлен имот 00713.37.510), Ешек дере (00713.21.409) (поделен със село Кортен), Баирски път (00713.31.475) и Ада дере (Ада дере-492) (00713.20.492).
На 8 – 9 km север-северозападно от селото се намира язовир Жребчево.

## Население
Населението на село Асеновец, наброявало 938 души при преброяването към 1934 г. и 1184 към 1965 г., намалява до 614 (по служебен документ на НСИ от 2021-12-31) към 2021 г.
При преброяването на населението към 1 февруари 2011 г., от обща численост 625 лица, за 511 лица е посочена принадлежност към „българска“ етническа група, за принадлежност към „турска“, „други“ и „не се самоопределят“ не са посочени данни, а за 109 – „не отговорили“. Там има значителна група тракийски калайджии, които започват да се заселват в селото през 60-те години на XX век.

## История
След Руско-турската война (1877 – 1878 г.) по Берлинския договор 1878 г. селото – тогава с име Авлиене – остава в Източна Румелия; присъединено е към България след Съединението 1885 г.. Село Авлиене е преименувано на Асеновец през 1906 г.

### Училище
Според местни предания, училище в селото съществува от 1868 г. с първи учител Богдан Иванов от село Черково (по-късно преименувано на Братя Кунчеви), Старозагорско. Провеждани са занимания от I до IV отделения в частни къщи при много трудни условия. След 1880 г. се построява с доброволен труд на местното население ново училище, в което има две учебни стаи, канцелария, коридор и изба. През 1926 г. е построена нова сграда с четири учебни стаи, учителска стая и голям салон за театрални представления. Училището е начално до 1946 г., когато след вероятно сливане с откритата през 1931 г. прогимназия, то става пълно основно училище. Основното (І – VІІІ клас) училище „Христо Смирненски“ в село Асеновец е закрито през 2008 г.

### Църква
Селищният храм е построен през 1887 г. Освещаването е извършено през 1887 г. от архимандрит Максим, по-късно митрополит Пловдивски. През 1905 г. се прави ремонт на източната стена на олтара. За първи свещеник на новия храм е бил ръкоположен учителят от село Кортен Христо Минчев, а първи певец на храма е бил Йордан Георгиев от село Кортен. През 1950-те години църквата е бедна и притежава само една овощна градина от около един хектар.

### Читалище
Читалището в село Авлиене (Асеновец) е създадено през 1902 г. от жители на селото. След 1907 г. с безплатен труд е построена читалищна сграда с две стаи и малко антре. През 1923 г. сградата е опожарена. През 1961 – 1962 г. е построена нова сграда на читалището с читалня, сладкарница и салон с 350 места. Читалището развива самодейна театрална дейност. През 1925 – 1926 г. се представя първата пиеса. Читалищните вечеринки, покрай забавлението, разширяват културно, а и идеологически, кръгозора на жителите на селото, особено при участието на Деско Кръстев, тогава читалищен библиотекар, загинал по-късно като партизанин. След 1944 г. читалището е назовано с неговото име.
Театралната самодейност се активизира през 1978 г. по инициатива на Катя Бойчева – библиотекар, и продължава до 1992 г., когато временно прекъсва. На 15 октомври 2004 г. се създава „Младежка театрална трупа“ – участниците в нея са 14 – 18 годишни младежи: Валентина Василева, Деян Василев, Йордан Стойчев, Пламен Бахов, Пламена Динева, Ани Льондова. Започва се със скечове, сценки и миниатюри. През пролетта на 2005 г. се поставя пиесата „Бомба в училище“, представена в Асеновец и в село Кортен на 10-ия Национален юбилеен преглед на селския любителски театър. Ръководител на театралната трупа, а също и режисьор на пиесата е Златинка Данева – тогава член на читалищното настоятелство.
През есента на 2005 г. се осъществява поставянето на пиесата „На гости у министъра“ по Иван Вазов с гост-режисьор г-жа Йорданка Цанева. Пиесата е поставяна в с. Асеновец, с. Баня, гр. Нова Загора на юбилейния празник на читалище „Диньо П. Сивков“.
През май 2006 г. със същата пиеса, театралната трупа участва в „11-ия Национален преглед на селския любителски театър“ с. Драганово, общ. Горна Оряховица.
Без участие на театралната трупа не минава празник в читалището – сценки, рецитали, скечове, четения, танци.
През 2008 г. Златинка Данева, започва работата си като секретар на читалището и продължава мисията му. През 2009 г. читалище „Деско Кръстев 1902“ спечелва проекта „Глобални библиотеки-България“ и така се открива и компютърна зала, оборудвана с 3 компютъра, мултимедиен проектор и мултифункционален скенер. През 2011 година като библиотекар е назначена Валентина Василева. Заедно със Златинка Данева разширяват до голяма степен дейностите и услугите на читалището в полза на жителите на Асеновец. Посещенията в читалището, библиотеката и компютърната зала започват да се увеличават. Продължават и културните изяви на доброволците към читалището, които също помагат за развитието му. Има създаден танцов клуб („Тракия“), където всеки ден участниците (доброволците) изучават народни и модерни танци.
През 2012 г. със съдействието на читалището е издадена и книгата „Моят род и нашето село Асеновец – история и родове“ с автор Марко Данев Марков, който е роден и израснал в Асеновец.
Читалището има голям актив от разработени и спечелени проекти. Сградният фонд се поддържа от спечелването на проекти и с помощта на общински средства. Библиотеката разполага с фонд от над 12000 книги и периодични издания. Всяка година се закупуват нови книги, а също така се приемат и много дарения. Периодично се провеждат и обучения съвместно с УниБИТ – град София, заедно с колеги библиотекари от община Нова Загора.

### Дом за деца и юноши
През учебната 1960/1961 г. в село Асеновец е открит Дом за деца и юноши, в който се приемат деца, живеещи при лоши условия. През следващите години се работи главно по подобряване на материалната му база. От 2001 г. домът има наименование Дом за отглеждане и възпитание на деца, лишени от родителски грижи (ДДЛРГ) „Мария Роза“. По-късно, вероятно след 2015 г., домът е закрит.

## Обществени институции
Село Асеновец към 2023 г. е център на кметство Асеновец.
В село Асеновец към 2023 г. има:
- действащо читалище „Деско Кръстев – 1902“;[16][17]
- православна църква „Св. св. Кирил и Методий“;[18]
- пощенска станция;[19]
- целодневна детска градина „Марко Димитров“, село Асеновец;[20]
- Дневен център за деца с увреждания (създаден през 2005 г.).[21][22]

## Културни и природни забележителности
- Спортна площадка;
- Кът за отдих.

## Редовни събития
Празник на селото е 23 май.

## Личности
- Деско Кръстев Десков – Момчил, роден през 1915 г., библиотекар в читалището, убит като партизанин на 14.01.1944 г.[24]
- Марко Димитров Николов – Дамян, роден през 1920 г., убит като партизанин на 14.07.1944 г.[24]
- Мария (Мара) Маркова Димитрова – Роза, родена през 1919 г., съпруга на Марко Димитров Николов, убита едновременно с него като партизанка на 14.07.1944 г.[24]
- Пейо Пеев роден през 1932 г. – преподавател във Висше военно училище – Велико Търново[25]. Старши научен сътрудник в института на МНО.